# ウィズボール
『ウィズボール』は、コンピュータRPG『ウィザードリィ』を原作としたカードゲーム。発売元はアスキー。ゲームデザインは佐脇洋平とグループSNEによって行われた。

## 概要
ウィザードリィの世界を舞台に、冒険者たちがなぜか野球を行うというカードゲーム。選手たちはユニフォームの代わりにプレートアーマーを着て、バッターはバットの代わりにメイスを構え、ピッチャーはボールの代わりにモーニングスターの棘付き鉄球を投げ、キャッチャーはミットとマスクの代わりにガントレットとヘルムを身につけ鉄球を受け取る。パッケージではその様子が末弥純により大真面目にイラスト化されている。

## ルールとプレイ方法
- 1チームは7人。投手1人、野手6人
- 投手は攻撃には参加しない。
- 6回が終了した時点で、1点以上リードしていたチームの勝利
- その回が終わった時点で7点以上リードしていたチームの勝利
- 試合途中でチームの選手数が5人以下になったチームの敗北

ウィズボールの野球としてのルールは上記のように1チーム7人であること、投手は打席には立たないこと、1回からコールドゲームが成立することを除けば、概ね現実のそれと同じであるが、大きく違うのは「野球の道具（の振りをしたファンタジー武器）を使って対戦相手を攻撃しても良い」「ビーンボールを投げても良い」というものがある。攻撃を受けたり、デッドボールとなった場合は、負傷判定を行い、判定結果によっては選手は死亡する（ただし、モンスター選手の中にはマーフィーズゴーストのように「死亡しない」という特殊能力を持つものもいる）。その結果、相手チームの選手総数を5人以下にすれば勝利となるため、たとえ押し出しになって失点しようともビーンボールでの殺害を目論んだり、あえて乱闘に持ち込んで強引に相手チームの人数を減らして勝つという戦法も可能になっている。また、死亡した選手であっても、治癒魔法を用いることで復活も可能である。
ゲームルールとしては、選手を選択し、チームを編成するところから始まる。既存の選手カードも存在するが、選手を自作することも可能。自作する部分だけがかろうじてウィザードリィというRPGのノリを踏襲している。付属するシナリオには「ヒューマノイズvsモンスターズ」のように既存選手を人間選手チームとモンスター選手のチームに分けて試合を行うものも用意されている。
実際のゲームプレイは以下の手順で行われる。
1. 守備側チームが投げる球種を手札から選択する。
2. 攻撃側チームが狙う玉を手札から選択する。
3. 攻撃側と防御側のカードの組み合わせにより互いの選手能力の変化値が決まる。
4. 攻撃側と防御側の選手能力に上記の変化値を適用し、その差異を基準に守備側チームがサイコロを振る。このサイコロの結果でヒットや本塁打、デッドボールになる確率が決まる。デッドボールならば打者は死亡する可能性がある。
5. 上記の確率を基準に攻撃側チームがサイコロを振る。成功するとヒットになり失敗するとアウトとなる。このとき、打者は守備側にボール（鉄球）を当てて殺すこともできる。
6. 上記の繰り返しでゲームを6回裏まで続ける、なお、乱闘のルールが別個存在する。

また、試合中に「事件」と呼ばれるイベントが発生することもあり、観客席から攻撃魔法が打ち込まれ選手が負傷（判定によっては死亡）というものもあれば、トレボー王の乱入（そして選手を攻撃）というのもある。

## 製品一覧
- ウィザードリィカードゲーム1　ウィズ・ボール （1989年発売）
- ウィザードリィカードゲーム2　ウィズ・ボール拡張キット （1990年発売）